# Apeadero de Barreiro-Terra
El Apeadero de Barreiro-Terra fue una estación ferroviaria de la Línea de Alentejo, situada en la ciudad de Barreiro, en Portugal.

## Historia
El tramo entre Barreiro y Bombel de la Línea de Alentejo, donde esta plataforma se situaba, abrió a la explotación el 15 de junio de 1857.